# WR 142
WR 142 — звезда Вольфа — Райе в созвездии Лебедя, крайне редкий тип звёзд среди кислородных звёзд WO. Чрезвычайно яркая и горячая звезда, находится на поздней стадии эволюции, близка к тому, чтобы вспыхнуть как сверхновая. Есть свидетельства того, что это может быть двойная звезда, компаньон которой вращается на расстоянии 1 а.е. от главной звезды.

## Открытие
В 1966 году проводилось исследование, посвященное поиску звёзд Вольфа-Райе, в рамках которого в северном полушарии неба обнаружили семь новых объектов. Один из них, обозначенный Stephenson 3, был отнесён к классу WC. Затем было обнаружено, что объект обладает необычными эмиссионными линиями высокоионизованного OVI. Вследствие необычности линий кислорода, видимых только у нескольких других звёзд, объект был отнесён к спектральному классу WC5pec в Шестом каталоге звёзд Вольфа-Райе в Галактике.
В 1981 году, описанный как звезда класса WC-OVI, объект был идентифицирован как связанный с активной областью звездообразования ON2, а затем с сильно затенённым рассеянным скоплением Беркли 87, в 9,5 угловых минутах к югу от красного сверхгиганта BC Лебедя.
В 1982 году звёзды WC-OVI были сгруппированы в новый класс WO. В то время класс объектов состоял из пяти звёзд, две из которых находились в Магеллановых облаках, а одна впоследствии оказалась центральной звездой планетарной туманности.

## Особенности
WR 142 обычно считают представителем рассеянного скопления Berkeley 87, расстояния от которого до Солнца известно не очень точно, но считается равным 1,23 килопарсека (4000 световых лет). Как и у самого скопления, свет звезды испытывает существенное межзвёздное покраснение вследствие влияния межзвёздной пыли
Звезда принадлежит спектральному классу WO2, это одна из очень малого числа известных звёзд Вольфа-Райе кислородной последовательности, в Млечном Пути их известно всего четыре, в других галактиках их известно пять. Также 
это одна из наиболее горячих известных звёзд с температурой поверхности около 200 тысяч кельвинов. Моделирование атмосферы дает оценку светимости около 245000 светимостей Солнца, но вычисления на основе блеска и расстояния дают оценку 500000 светимостей Солнца или более. Это очень маленькая и плотная звезда, по одной из оценок радиус составляет 80% радиуса Солнца, а масса в 28 раз больше. Очень мощный звёздный ветер со скоростью около 5000 километров в секунду приводит к тому, что WR 142 теряет около 10−5 масс Солнца в год. Для сравнения, Солнце вследствие солнечного ветра теряет примерно (2-3) x 10−14 массы Солнца в год, в несколько сотен миллионов раз меньше.
От этой звезды космическим телескопом Чандра было получено рентгеновское излучение, предположительно, связанное с наличием объекта-компаньона, звезды главной последовательности спектрального класса B на расстоянии около 1 а.е. от WR 142. Других признаков наличия компаньона нет, поэтому более вероятными считаются другие причины рентгеновской светимости.

## Эволюционный статус
Звёзды Вольфа-Райе  класса WO представляют собой последнюю эволюционную стадию наиболее массивных звёзд до вспышки сверхновой, возможно с гамма-всплеском (GRB). Вероятно, WR 142 находится на последней стадии термоядерных реакций в ядре, вблизи стадии горения гелия. Считается, что примерно через 2 тысячи лет звезда вспыхнет как сверхновая. Если судить по массе и скорости вращения, то возможен гамма-всплеск.